# Буляков, Флорид Минемуллинович
Флори́д Минему́ллинович Буля́ков (др. вариант написания отчества Минну́лович; баш. Флорид Миңлемулла (Миңнулла) улы Бүләков; 23 февраля 1948, Большие Шады, Башкирская АССР — 18 января 2015, Уфа) — башкирский драматург.
Народный писатель Республики Башкортостан (2013), Заслуженный деятель искусств Республики Башкортостан, лауреат Государственной премии Российской Федерации в области литературы и искусства (1995) и Государственной премии Республики Башкортостан имени Салавата Юлаева.

## Биография
Придя из армии, в 1969—1973 годах был организатором и музыкальным руководителем народного ансамбля танца «Эрвел» при Мишкинском РДК. Одновременно заочно учился в Бирском пединституте. В 1973—1989 годах работал литературным сотрудником, заведующим отделом, собственным корреспондентом Мишкинской районной газеты «Дружба», а позже — республиканских газет «Ленинец» и «Советская Башкирия».
Автор более двадцати пьес и первого башкирского сериала. Очень популярны его драмы-притчи «Реестр любви», «Забытая молитва», трагифарс «Озорница», драма-реквием «Шаймуратов-генерал» и народная комедия «Выходили бабки замуж».
Автор проекта и либретто первой башкирской рок-оперы («Звезда любви», композитор Салават Низаметдинов).
Пьесы шли более чем в ста пятидесяти театрах России, Украины, Казахстана, Белоруссии, Монголии, Туркмении (в том числе в театрах Екатеринбурга, Владимира, Иркутска, Хабаровска, Кирова, Пензы, Казани, Нижнего Новгорода, Махачкалы, Черкесска, Якутска, Улан-Удэ, Уфы, Алма-Аты, Астаны, Бреста, Бобруйска, Чернигова, Тамбова и т. д.).
Публиковался в журнале «Современная драматургия».
Автор трёх кинороманов, сценария кинокомедии «Хочу быть звездой», полнометражных фильмов «Дурь», «Эвтаназия», «Париж» и др.

## Некоторые драматические произведения
- «Расстрелянный табун» (трагедия, 1984)
- «Выходили бабки замуж» (народная комедия, 1990)
- «Любишь-не любишь?» (драма, 1991)
- «Вознесись, мой Тулпар!» (пьеса)
- «Реестр любви» (драма-притча, 1993)
- «Забытая молитва» (1994)
- «Озорница» (трагифарс, 1995)
- «Шаймуратов-генерал» (драма-реквием, 1998)
- «Бибинур, ах, Бибинур!» (трагикомедия)

## Награды и премии
В 1994 году удостоен Республиканской премии имени Салавата Юлаева (вместе с Ириной Филипповой, Гульдар Ильясовой) «за постановку и яркое художественное решение спектакля „Забытая молитва“ в Театральном объединении города Стерлитамака».
В 1995 году удостоен Государственной премии Российской Федерации за 1995 год в области театрального искусства, совместно с Рифкатом Исрафиловым, Таном Еникеевым, Олегом Хановым,За спектакль Башкирского государственного академического театра драмы имени М. Гафури «Бибинур, ах, Бибинур» по пьесе Ф. М. Булякова.